# Svornostita-(NH₄)
La svornostita-(NH₄) és un mineral de la classe dels sulfats.

## Característiques
La svornostita-(NH₄) és un sulfat de fórmula química (NH₄)₂Mg(UO₂)₂(SO₄)₄(H₂O)₈. Va ser aprovada com a espècie vàlida per l'Associació Mineralògica Internacional en el mes de gener de l'any 2025, i encara resta pendent de publicació. Cristal·litza en el sistema ortoròmbic. És una espècie isostructural amb la svornostita-(K).
Les mostres que van servir per a determinar l'espècie, el que es coneix com a material tipus, es troben conservades a les col·leccions mineralògiques del Museu d'Història Natural del Comtat de Los Angeles, a Los Angeles (Califòrnia) amb els números de catàleg: 76445, 76446, 76447 i 76448.

## Formació i jaciments
Va ser descoberta a la mina Blue Lizard, situada al districte miner de Red Canyon, al comtat de San Juan (Utah, Estats Units). Aquesta mina estatunidenca és l'únic indret de tot el planeta on ha estat descrita aquesta espècie mineral